# João Patrão
João Filipe Couto Patrão (Esposende, 22 gennaio 1990) è un ex calciatore portoghese, di ruolo centrocampista.

## Carriera
Nato a Esposende, nel distretto di Braga, Patrão è entrato a far parte dell'Accademia giovanile di Leixões SC nel 2006 all'età di 16 anni. Ha esordito con i dilettanti Leça F.C. ma è tornato presto al suo club precedente. La sua prima apparizione come professionista avvenne il 15 maggio 2011 quando arrivò come sostituto tardivo in una vittoria casalinga per 3-1 contro l'SC Freamunde valida per il campionato della Segunda Liga, nella sua unica presenza della stagione.
Successivamente, Patrão ha continuato a gareggiare nella seconda divisione, prima con il Braga poi con il Chaves. Ha aiutato quest'ultimo a tornare alla Primeira Liga nel 2016 dopo una lunga assenza, contribuendo con 34 partite e un gol.